# QBasic
QBASIC (orig. Quick BASIC) je inačica BASIC-a, koju je razvila tvrtka Microsoft za MS-DOS operacijski sustav. QBASIC je bila osnova za popularni Visual Basic. 

## Programski primjer
Na ekranu ispisuje "Ja volim Mercedes, Mercedes je najbolji auto" i crta crtu veličine 10 piksela:
```
 
CLS

 
PRINT
"Ja volim Mercedes"

 
PRINT
"Mercedes je najbolji auto"

 
LINE
(
0
,
0
)
-
(
10
,
10
)

 
END

```

Ovaj program pita korisnika njegov omiljeni nogometni klub i ispisuje navijačku pjesmu:
```
CLS

INPUT
 
"Koji je vaš omiljeni nogometni klub"
 
;
 
a$

PRINT
 
UCASE$
(
a$
)
 
" je najbolji, ale ale!"

END

```

## Osnovne naredbe
Tri osnovne naredbe su CLS, INPUT i PRINT. CLS je skraćenica za CLear Screen, a koristimo ju na početku programa kako bi bili sigurni da je sav prijašnji tekst s ekrana obrisan. INPUT naredba služi za unos podataka. PRINT naredba ispisuje tekst na ekran, poput PRINT "Hello world". Ove tri naredbe se najčešće koriste u BASIC programima.
```
    
10
 
CLS

    
20
 
PRINT
 
"Kako se zoveš?"

    
30
 
INPUT
 
A$

    
40
 
PRINT
 
"Drago mi je, "
;
A$

    
50
 
END

```

## Matematičke radnje
Svaki BASIC jezik pa tako i QBasic mora moći izvoditi matematičke radnje,
u daljnjem tekstu objasnit ću kako napraviti program za zbrajanje.
Da bi napravili matematički program morate znati simbole radnji. Također je potrebno znati i osnovne naredbe iz prošlog teksta. Ali ima i jedna nova naredba: x$=y
(x$ predstavlja tip podataka (x se zamijeni nekim slovom, a y vrijednost određenog slova).
To je sve što treba znati za jednostavni matematički program. 
Simboli:
Zbrajanje: +
Oduzimanje: -
Djeljenje: /
Množenje: *
Primjer programa za množenje:
```
    
10
 
CLS

    
20
 
PRINT
 
"Dobrodošao u program za množenje"

    
30
 
PRINT
 
"Unesi dva broja"

    
40
 
INPUT
 
"prvi:"
,
 
no1

    
50
 
INPUT
 
"drugi:"
,
 
no2

    
70
 
PRINT
 
no1
*
no2

    
80
 
END

```

## Crtanje
U Qbasicu postoji i osnovno crtanje.
Možete crtati kružnice i linije te neke 3D oblike.
Prije svakog crtanja morate upisati naredbu SCREEN 12, koja prebacuje računalo u VGA bitmap način rada s rezolucijom 640x480 u 16 boja.
Primjer programa za crtanje krugova:
Nacrtat će kružnicu u sredini ekrana radijusa 50 pixela.
```
SCREEN
 
12

CIRCLE
 
(
320
,
240
),
100

```

Primjer programa za crtanje linija:
Linija vodoravna po sredini ekrana.
```
SCREEN
 
12

LINE
(
320
,
0
)
-
(
320
,
480
)

```

## Vanjske poveznice
- qbasic.com (Engleski)